# チャーター便
チャーター便（チャーターびん）は、特定の目的を満たすために供用されている交通機関、輸送機関の一部または全部を借りきること。正式には専属輸送（せんぞくゆそう）という。

## 航空機
主に、旅行会社または航空会社が旅客機を貸切る形態。定期航空路線がない場合などに行われる。団体旅行客の需要に対処するために行われることが多いが、旅行会社によっては全部または余剰となる残席の一部を、個人客に対し、通常のチケット同様に販売することもある。航空会社によっては、機動的な運航を目的に、あえて路線認可を取らず（定期的な）チャーター便を飛ばしている場合もある。また、2010年（平成22年）まで羽田空港と金浦空港を結ぶ路線は、すべて「定期チャーター便」扱いであった。なお、貨物専用航空機をチャーターする貨物チャーター便も存在する。
政府が海外に在住する多数の日本人を退避させる際にも利用される。
日本においては、かつてジャパンエアチャーター（JAL系列）やワールドエアネットワーク（ANA系列）、ハーレクィンエア（JAS系列）など、国際チャーター専門の航空会社が存在していた時期もあったが、いずれも短命に終わっている。現在は、フジドリームエアラインズが定期便を運航する傍ら、全国64空港との間で年間1000便以上の国内チャーター便を運航させているが、その他は大手航空会社を中心に若干の国際チャーター便を運航している程度である。
会社ではなく、旅客が直接貸し切る形態はエアタクシーと呼ばれる。

### ルール
- 包括旅行チャーター：旅行会社等が、ホテル宿泊も予定に含めたツアーの中で航空機を貸し切る形態
- オウンユース・チャーター：個人や法人がコンサートなど、自己利用のために利用する形態
- アフィニティー・チャーター：商用以外の目的を持った団体が親善や交流などの目的で移動ために利用する形態

1982年（昭和57年）に旧運輸省航空局は国際航空旅客チャーター・ルールにおいてはオウンユース・チャーター、アフィニティー・チャーター及び包括旅行チャーターの三種類を認める通達を出した。このうちオウンユースとアフィニティについては定期便との区分を明確にするために、単一の契約者が航空機の全座席を借り切らなければならない規定があった。
この規定のため運航機材によっては余剰座席が多く出るようになり、チャーター便が成立しない状況になったため、2003年（平成15年）自民党国土交通部会、航空対策特別委員会及び航空事業対策小委員会の合同会議において提言が取りまとめられた。この提言を受け、国土交通省航空局は単一用機者要件を削除し、オウンユース、アフィニティー及び包括旅行の混乗や、複数の用機者によるオウンユース、アフィニティーも認めることとする規制緩和を発表した。

## 自動車
人員の輸送については、チャーター便と呼ばず、「貸切扱い」とされることがほとんど。貨物輸送においては、通常は混載しているトラックやコンテナを一荷主が占有して利用する形態をとる場合に呼ばれる。 